# Bundesministerium für Arbeit und Soziales
Das Bundesministerium für Arbeit und Soziales (kurz BMAS) ist eine oberste Bundesbehörde der Bundesrepublik Deutschland. Es hat seinen Hauptsitz bzw. ersten Dienstsitz in Berlin und seinen zweiten Dienstsitz in der Bundesstadt Bonn. 
Zuständige Bundesministerin im aktuellen Kabinett Merz und somit der 25sten Bundesregierung ist seit dem 6. Mai 2025 Bärbel Bas (SPD).  

## Haushalt
Das BMAS hat für das Jahr 2025 ein Haushaltsvolumen (SOLL) von 190,304 Milliarden Euro. Das entspricht 37,83 % vom geplanten jährlichen Gesamthaushalt der Bundesregierung für dieses Jahr und es ist somit weiterhin mit Abstand das Bundesministerium mit den höchsten jährlichen Ausgaben.
Folgende Tabelle zeigt die Entwicklung der jährlichen Finanzausstattung und somit des jährlichen Haushalts des BMAS in den vergangenen Jahren. Datenquelle ist das Tool „Bundeshaushalt digital“, das Interessierten im Internetauftritt des Bundesministeriums der Finanzen (BMF) zur Verfügung steht. Die Euro-Angaben sind hier alle in Form von Tausend-Euro-Beträgen angegeben.
| Jahr / Spalte | SOLL-Höhe Haushalt Bund (in T-Euro) | IST-Höhe Haushalt Bund (in T-Euro) | davon BMAS (in T-Euro) | BMAS-Anteil vom Bund |
| ------------- | ----------------------------------- | ---------------------------------- | ---------------------- | -------------------- |
| [1]           | [2]                                 | [3]                                | [4]                    | [5] =[4]/[3]         |
| 2012          | 307.115.983                         | 311.600.000                        | 124.952.475            | 40,69 %              |
| 2014          | 296.500.000                         | 295.872.474                        | 122.799.875            | 41,5 %               |
| 2017          | 329.100.000                         | 331.038.991                        | 135.850.672            | 41,04 %              |
| 2018          | 343.600.000                         | 348.292.848                        | 138.620.733            | 39,8 %               |
| 2019          | 356.400.000                         | 357.121.422                        | 143.276.748            | 40,12 %              |
| 2020          | 508.529.758                         | 443.431.974                        | 159.176.441            | 35,9 %               |
| 2021          | 572.725.714                         | 557.093.046                        | 175.130.817            | 31,44 %              |
| 2022          | 495.791.475                         | 481.304.311                        | 168.508.107            | 35,01 %              |
| 2023          | 461.211.782                         | 457.663.395                        | 171.712.528            | 37,52 %              |
| 2024          | 476.807.656                         | 474.753.728                        | 181.573.419            | 38,25 %              |
| 2025          | * 503.006.410                       | * o.A.                             | * o.A.                 | * --%                |
| 2026          | ** 520.500.000                      | * o.A.                             | * o.A.                 | * --%                |
| 2027          | ** 507.500.000                      | * o.A.                             | * o.A.                 | * --%                |
| 2028          | ** 546.400.000                      | * o.A.                             | * o.A.                 | * --%                |
| 2029          | ** 572.100.000                      | * o.A.                             | * o.A.                 | * --%                |

Zu den Spalten [2] und [3]: Ab dem Jahr 2025 gibt es neben dem hier aufgeführten „Kernhaushaltetat“ zusätzlich das „Sondervermögen Infrastruktur und Klimaneutralität“ (SVIK) sowie vom Jahr 2022 bis einschließlich dem Jahr 2027 das „Sondervermögen Bundeswehr“
* bedeutet dabei: Datenstand per Juli 2025 gemäß Zahlen des Bundesministeriums der Finanzen
** bedeutet dabei: Gemäß Entwurf eines „Kernhaushalt“-Etats 2026 und der ministeriellen Finanzplanung vom 30. Juli 2025
Insgesamt: Die starken vorübergehenden Anwächse des Gesamthaushalts in den Jahren 2020 bis 2022 waren insbesondere durch Sonderumstände und -Ausgaben der COVID-19-Pandemie bedingt, siehe diesbezüglich auch beim Haushalt des BMG.

### Hauptsächliche Mittelverwendung
Rund Zweidrittel der Finanzmittel des BMAS werden mit Stand im Jahr 2025 seit vielen vorangegangenen Jahren als (Renten-)Bundeszuschuss im Kontext der  gesetzlichen Renten, als „Zuschüsse“ deklariert, verwendet. Dieser Rentenbundeszuschuss ist analog dem BMG-Bundeszuschuss zur gesetzlichen Kranklenversicherung ein finanzieller Ausgleich für oft als „versicherungsfremde Leistungen“ bezeichnete Leistungen der gesetzlichen Rentenversicherung (GRV). Dabei ist das genauer bezeichnet i. d. R. eine  Beteiligung des Bundes an der „Finanzierung gesamtgesellschaftlicher Aufgaben“, wie u. a. die Mütterrente und somit für Kindererziehungszeiten, Grundsicherung im Alter und bei Erwerbsminderung,  etc., durch die gesetzliche
Rentenversicherung.

### Entwicklung der Ausgaben über 10 Jahre
Im folgenden einige Details gemäß dem Bundeshaushalt und nach den dortigen Ausgabepositionen, die dort als „Kapitel“ bzw. Haushalts-Kapitel als Bestandteile eines Haushaltsplans, benannt sind inklusive Vergleich mit diesbezüglichen Daten aus einigen Vorjahren:
- Jahr 2024: Die „IST“-Ausgaben vom Bundeshaushalt im Jahr 2024 betrugen für das BMAS 181.573.419 Tausend Euro und somit 38,25 % vom Bundes-Gesamthaushalt, hier rechnerisch als 100 % angesetzt. Gleichzeit wird dort als Anteil davon ausgewiesen für
  - Kapitel 1102:  „Rentenversicherung und Grundsicherung im Alter und bei Erwerbsminderung“ der Betrag von 127.301.030 Tausend Euro und somit 72,46 % vom BMAS-Haushalt sowie
  - Kapitel 1101: „Leistungen nach dem Zweiten und Dritten Buch Sozialgesetzbuch und gleichartige Leistungen“ der Betrag von  47.185.150  Tausend Euro und somit 26,86 %  vom BMAS-Haushalt, insbesondere mit dem dort enthaltenen (Unter-)Kapiteln „1101 681 12 Bürgergeld“ mit 26.500.000 Tausend Euro,  „1101 632 11 Beteiligung des Bundes an den Leistungen für Unterkunft und Heizung“ mit 11.100.000 Tausend Euro  sowie „1101 636 13 Verwaltungskosten für die Durchführung der Grundsicherung für Arbeitsuchende“ mit 5.050.000 Tausend Euro.
- Jahr 2019: Die „IST“-Ausgaben vom Bundeshaushalt im Jahr 2019: BMAS Gesamtausgaben von 143.276.748 Tausend Euro mit 40,12 % vom Bundes-Gesamthaushalt. Hier wiederum rechnerisch als 100 % angesetzt:
  - Kapitel 1102:  „Rentenversicherung und Grundsicherung im Alter und bei Erwerbsminderung“ der Betrag von 105.328.949 Tausend Euro und somit 72,51 % % vom BMAS-Haushalt sowie
  - Kapitel 1101: „Leistungen nach dem Zweiten und Dritten Buch Sozialgesetzbuch und gleichartige Leistungen“ der Betrag von  37.930.500 Tausend Euro und somit 26,11 % vom BMAS-Haushalt, insbesondere mit dem dort enthaltenen (Unter-)Kapiteln „1101 681 12 Arbeitslosengeld II“ mit 20.600.000 Tausend Euro,  „1101 632 11 Beteiligung des Bundes an den Leistungen für Unterkunft und Heizung“ mit 6.700.000  Tausend Euro  sowie „1101 636 13 Verwaltungskosten für die Durchführung der Grundsicherung für Arbeitsuchende“ mit 5.100.000  Tausend Euro.
- Jahr 2014: Die „IST“-Ausgaben vom Bundeshaushalt im Jahr 2014: BMAS Gesamtausgaben von 122.799.875 Tausend Euro mit 41,5 % vom Bundes-Gesamthaushalt. Hier wiederum rechnerisch als 100 % angesetzt:
  - Kapitel 1102:  „Rentenversicherung und Grundsicherung im Alter und bei Erwerbsminderung“ der Betrag von 88.428.480 Tausend Euro und somit 72,49 % vom BMAS-Haushalt sowie
  - Kapitel 1101: „Leistungen nach dem Zweiten und Dritten Buch Sozialgesetzbuch und gleichartige Leistungen“ der Betrag von  31.220.200 Tausend Euro und somit 25,59 % vom BMAS-Haushalt, insbesondere mit dem dort enthaltenen (Unter-)Kapiteln „1101 681 12 Arbeitslosengeld II“ mit 19.200.000 Tausend Euro,  „1101 632 11 Beteiligung des Bundes an den Leistungen für Unterkunft und Heizung“ mit 3.900.000 Tausend Euro  sowie „1101 636 13 Verwaltungskosten für die Durchführung der Grundsicherung für Arbeitsuchende“ mit 4.046.000 Tausend Euro und „1101 685 11 Leistungen zur Eingliederung in Arbeit“ mit 3.903.000 Tausend Euro.

Aus diesen Daten lassen sich u. a. folgende Aussagen ableiten:
Einer der stärksten prozentualen Ausgabentreiber über diese 10 Jahre ist somit deutlich erkennbar die vom Jahr 2014 auf das Jahr 2024 um rund 285 % gestiegenen Ausgaben für die „Beteiligung des Bundes an den Leistungen für Unterkunft und Heizung“ während gleichzeitiger Ausgabensteigerung  in dieser Zeitspanne bei
- Haushaltskapitel Kapitel 1102 : 143,9 % von 2014 auf 2024
- Haushaltskapitel Kapitel 1101 : 155,1 % von 2014 auf 2024
- beim BMAS gesamt von rund 147,8 % über die 10-jährige Zeitspanne vom Jahr 2014 bis 2024, was gemäß der hierfür zu nutzenden Zinseszinsrechnung eine durchschnittliche Steigerung pro Jahr um 3,99 % bedeutet.

## Aufgaben
Das BMAS ist innerhalb der Bundesregierung verantwortlich für Arbeitsmarktpolitik, Arbeitsrecht und Arbeitsschutz genauso wie für Rente und soziale Sicherung. Das BMAS ist bemüht, seine internationalen Zusammenarbeiten auszuweiten und das deutsche Arbeitsvermittlungsmodell, nach dem Vorbild der Bundesagentur für Arbeit (BA), ins Ausland zu tragen.
2020 wurde als beratendes Gremium, analog zu den Wirtschaftsweisen, der Rat der Arbeitswelt gegründet.

## Geschäftsbereich
Zum unmittelbaren Geschäftsbereich des BMAS gehören
- das Bundesarbeitsgericht (BAG)
- das Bundessozialgericht (BSG)
- das Bundesamt für Soziale Sicherung (BAS)
- die Bundesanstalt für Arbeitsschutz und Arbeitsmedizin (BAuA)

Unter der Rechtsaufsicht des BMAS steht die Bundesagentur für Arbeit (BA).

## Geschichte
Die ursprüngliche Bezeichnung aus dem Jahr 1949 war Bundesministerium für Arbeit, später erweitert zu Bundesministerium für Arbeit und Sozialordnung. Zwischen 2002 und 2005 wurde das BMAS auf das Bundesministerium für Wirtschaft und Arbeit und das Bundesministerium für Gesundheit und Soziale Sicherung aufgeteilt. Bei der Regierungsbildung nach der Bundestagswahl 2005 wurde im Wesentlichen der alte Aufgabenbereich wiederhergestellt, wobei der Name von Bundesministerium für Arbeit und Sozialordnung (BMA) zu Bundesministerium für Arbeit und Soziales (BMAS) geändert wurde.
Von 1972 bis 1989 spionierte der Beamte des Ministeriums Henning Nase für die Ministerium für Staatssicherheit der DDR.

## Dienstgebäude

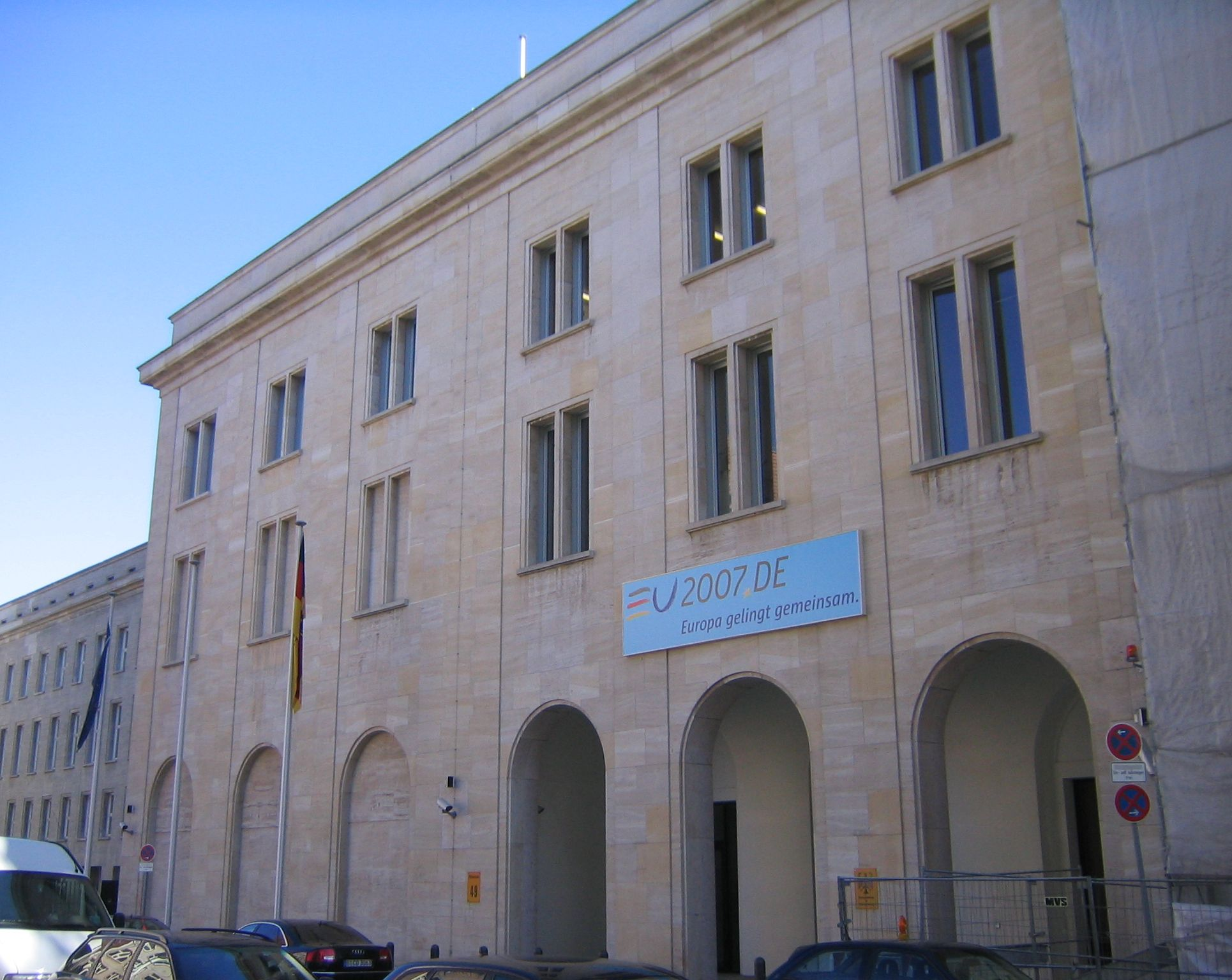
Bundesministerium für Arbeit und Soziales; Dienstsitz Berlin, Haupteingang Wilhelmstraße

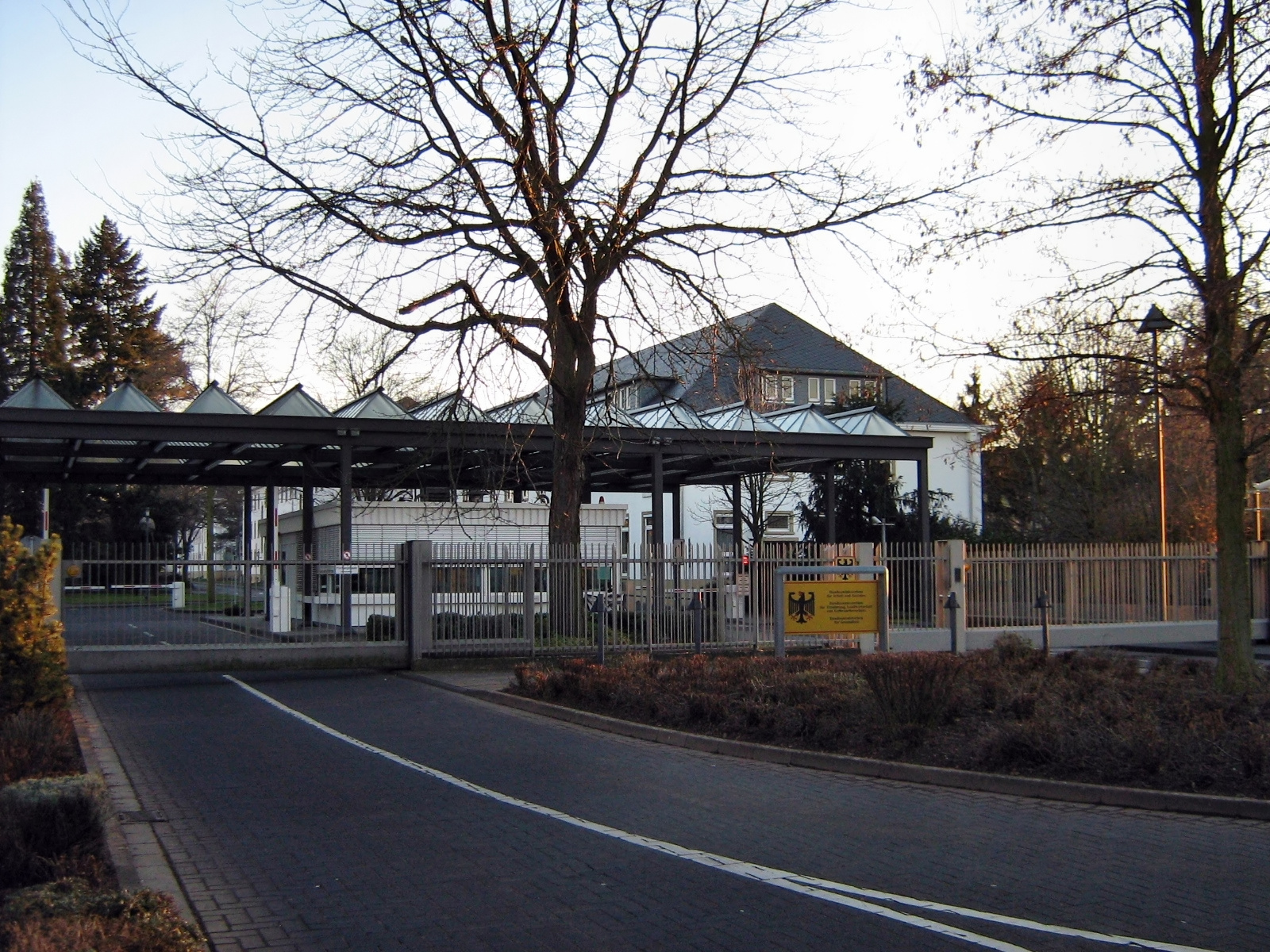
Einfahrt Dienstsitz Bonn, Rochusstraße

Ein Teil des Ministeriums hat seinen Sitz in Berlin-Mitte in der Wilhelmstraße 49. In Bonn besteht weiter ein zweiter Dienstsitz in der Rochusstraße 1. Nach dem Umzug von Parlament und großen Teilen der Bundesregierung nach Berlin wurden dem Ministerium 1999 die Erweiterungsgebäude des einstigen Reichspropagandaministeriums zugewiesen. Der im Krieg zerstörte Hauptbau am Wilhelmplatz 8/9 war 1737 als Residenz des preußischen Generalmajors Karl Ludwig Truchsess von Waldburg an der Nordwestecke des Wilhelmsplatzes errichtet und ab 1738 als Sitz der Ballei Brandenburg des Johanniterordens genutzt worden, wodurch es den Namen Ordenspalais erhielt. Von 1762 bis 1811 war es Dienstsitz des Prinzen August Ferdinand von Preußen als Herrenmeister des Johanniterordens. 1826 ging es in den Besitz des Prinzen Carl von Preußen über und wurde nun als Prinz-Carl-Palais bezeichnet. Die Baumeister Schinkel und Stüler bauten es im klassizistischen Stil um.
Zwischen 1918 und 1933 diente das Gebäude der Presseabteilung der Reichsregierung. Daraus bildeten die Nationalsozialisten das Reichsministerium für Volksaufklärung und Propaganda unter Führung von Joseph Goebbels. Das Barockpalais wurde um große Trakte in der Wilhelm- bzw. der Jägerstraße erweitert. Die Bomben von 1945 haben diese Gebäude erheblich beschädigt, die Ruine des Ordens- bzw. Prinz-Carl-Palais wurde 1949 abgeräumt. Nach einer Instandsetzung der Erweiterungsbauten zog 1947 der Zentralrat der Nationalen Front der späteren Deutschen Demokratischen Republik (DDR) ein. Das Arbeitszimmer des ersten und einzigen Präsidenten der DDR, Wilhelm Pieck, ist dort mit seiner ursprünglichen Einrichtung erhalten. 1996 folgte eine grundlegende etappenweise Sanierung, die 2000 beendet werden konnte.
Sitz des Besucherzentrums ist das Kleisthaus in der Berliner Mauerstraße 53, früher Bankhaus von der Heydt, genannt nach dem Besitzer des Vorgängerbaus, dem Dichter H. v. Kleist. Dessen Architekt war 1913 Bodo Ebhardt. Die Fassade ist mit Reliefs von Georg Kolbe geschmückt.
Bevor Bonn 1949 den Zuschlag als Bundeshauptstadt erhalten hatte, war für den Fall des Obsiegens von Frankfurt am Main, das dortige AEG-Hochhaus als Dienstsitz des Ministeriums vorgesehen. Hintergrund dieser verfrühten Überlegungen war die Argumentation Frankfurts, dass 90 Prozent der für einen Regierungssitz benötigten Gebäude bereits vorhanden seien. Nachdem trotz des enthusiastischen Engagements des damaligen Frankfurter Oberbürgermeisters Walter Kolb, der sogar schon einen Plenarsaal für das Parlament hatte bauen lassen, die Stadt unterlegen war, wurde der Plan zwangsläufig fallen gelassen.

## Bundesminister seit 1949
Zwischen 2002 und 2005 wurde der Verantwortungsbereich des Ministeriums zwischen dem Bundesminister für Wirtschaft und Arbeit Wolfgang Clement und der Bundesministerin für Gesundheit und Soziale Sicherung Ulla Schmidt aufgeteilt. Danach wurde diese Änderung wieder rückgängig gemacht.
| Nr.                                                 | Name                            | Bild                      | Lebensdaten               | Partei                    | Beginn der Amtszeit       | Ende der Amtszeit         | Kabinett(e)                                  |
| Bundesminister für Arbeit                           | Bundesminister für Arbeit       | Bundesminister für Arbeit | Bundesminister für Arbeit | Bundesminister für Arbeit | Bundesminister für Arbeit | Bundesminister für Arbeit | Bundesminister für Arbeit                    |
| --------------------------------------------------- | ------------------------------- | ------------------------- | ------------------------- | ------------------------- | ------------------------- | ------------------------- | -------------------------------------------- |
| 1                                                   | Anton Storch                    |                           | 1892–1975                 | CDU                       | 20. September 1949        | 29. Oktober 1957          | Adenauer I Adenauer II                       |
| Bundesminister für Arbeit und Sozialordnung         |                                 |                           |                           |                           |                           |                           |                                              |
| 2                                                   | Theodor Blank                   |                           | 1905–1972                 | CDU                       | 29. Oktober 1957          | 26. Oktober 1965          | Adenauer III Adenauer IV Adenauer V Erhard I |
| 3                                                   | Hans Katzer                     |                           | 1919–1996                 | CDU                       | 26. Oktober 1965          | 22. Oktober 1969          | Erhard II Kiesinger                          |
| 4                                                   | Walter Arendt                   |                           | 1925–2005                 | SPD                       | 22. Oktober 1969          | 16. Dezember 1976         | Brandt I Brandt II Schmidt I                 |
| 5                                                   | Herbert Ehrenberg               |                           | 1926–2018                 | SPD                       | 16. Dezember 1976         | 28. April 1982            | Schmidt II Schmidt III                       |
| 6                                                   | Heinz Westphal                  |                           | 1924–1998                 | SPD                       | 28. April 1982            | 4. Oktober 1982           | Schmidt III                                  |
| 7                                                   | Norbert Blüm                    |                           | 1935–2020                 | CDU                       | 4. Oktober 1982           | 27. Oktober 1998          | Kohl I Kohl II Kohl III Kohl IV Kohl V       |
| 8                                                   | Walter Riester                  |                           | * 1943                    | SPD                       | 27. Oktober 1998          | 22. Oktober 2002          | Schröder I                                   |
| Bundesminister für Wirtschaft und Arbeit            |                                 |                           |                           |                           |                           |                           |                                              |
| 9                                                   | Wolfgang Clement                |                           | 1940–2020                 | SPD                       | 22. Oktober 2002          | 22. November 2005         | Schröder II                                  |
| Bundesminister für Gesundheit und Soziale Sicherung |                                 |                           |                           |                           |                           |                           |                                              |
| 9                                                   | Ulla Schmidt                    |                           | * 1949                    | SPD                       | 22. Oktober 2002          | 22. November 2005         | Schröder II                                  |
| Bundesminister für Arbeit und Soziales              |                                 |                           |                           |                           |                           |                           |                                              |
| 10                                                  | Franz Müntefering               |                           | * 1940                    | SPD                       | 22. November 2005         | 21. November 2007         | Merkel I                                     |
| 11                                                  | Olaf Scholz                     |                           | * 1958                    | SPD                       | 21. November 2007         | 28. Oktober 2009          | Merkel I                                     |
| 12                                                  | Franz Josef Jung                |                           | * 1949                    | CDU                       | 28. Oktober 2009          | 30. November 2009         | Merkel II                                    |
| 13                                                  | Ursula von der Leyen            |                           | * 1958                    | CDU                       | 30. November 2009         | 17. Dezember 2013         | Merkel II                                    |
| 14                                                  | Andrea Nahles                   |                           | * 1970                    | SPD                       | 17. Dezember 2013         | 28. September 2017        | Merkel III                                   |
| –                                                   | Katarina Barley (kommissarisch) |                           | * 1968                    | SPD                       | 28. September 2017        | 14. März 2018             | Merkel III                                   |
| 15                                                  | Hubertus Heil                   |                           | * 1972                    | SPD                       | 14. März 2018             | 6. Mai 2025               | Merkel IV Scholz                             |
| 16                                                  | Bärbel Bas                      |                           | * 1968                    | SPD                       | 6. Mai 2025               | amtierend                 | Merz                                         |

## Parlamentarische Staatssekretäre
- 1969–1974: Helmut Rohde (SPD)
- 1972–1976: Herbert Ehrenberg (SPD)
- 1974–1982: Hermann Buschfort (SPD)
- 1980–1982: Anke Fuchs (SPD)
- 1982: Rudolf Dreßler (SPD)
- 1982: Jürgen Egert (SPD)
- 1982–1991: Wolfgang Vogt (CDU)
- 1982–1984: Heinrich Franke (CDU)
- 1984–1989: Stefan Höpfinger (CSU)
- 1989–1992: Horst Seehofer (CSU)
- 1991–1998: Horst Günther (CDU)
- 1992–1998: Rudolf Kraus (CSU)
- 1998–2008: Gerd Andres (SPD)
- 1998–2002: Ulrike Mascher (SPD)
- 2002–2005: Ditmar Staffelt (SPD)
- 2002–2005: Rezzo Schlauch (Bündnis 90/Die Grünen)
- 2002–2009: Franz Thönnes (SPD)
- 2005–2009: Klaus Brandner (SPD)
- 2009–2013: Ralf Brauksiepe (CDU)
- 2009–2013: Hans-Joachim Fuchtel (CDU)
- 2013–2018: Gabriele Lösekrug-Möller (SPD)
- 2013–2025: Anette Kramme (SPD)
- seit 2018: Kerstin Griese (SPD)
- seit 2025: Natalie Pawlik (SPD), Staatsministerin
- seit 2025: Katja Mast (SPD)

## Beamtete Staatssekretäre
- 1949–1957: Maximilian Sauerborn
- 1957–1957: Hans Busch
- 1957–1965: Wilhelm Claussen
- 1965–1969: Ludwig Kattenstroth
- 1969–1971: Walter Auerbach
- 1971–1972: Herbert Ehrenberg
- 1972–1977: Heinz Eicher
- 1977–1981: Reinhard Strehlke
- 1977–1980: Anke Fuchs
- 1980–1982: Helmut Fingerhut
- 1982–1987: Manfred Baden
- 1987–1990: Bernhard Jagoda
- 1987–2002: Werner Tegtmeier
- 1991–1995: Bernhard Worms
- 1995–1996: Karl Jung
- 1996–1998: Wilhelm Hecker
- 1998–2002: Klaus Achenbach
- 2002–2008: Rudolf Anzinger
- 2005–2007: Heinrich Tiemann
- 2005–2008: Kajo Wasserhövel
- 2007–2009: Franz-Josef Lersch-Mense
- 2008–2009: Detlef Scheele
- 2008–2009: Günther Horzetzky
- 2009–2011: Andreas Storm
- 2009–2013: Gerd Hoofe
- 2011–2014: Annette Niederfranke
- 2014–2018: Thorben Albrecht
- 2014–2015: Jörg Asmussen
- 2016–2017: Yasmin Fahimi
- 2018–2022: Björn Böhning
- 2018–2025: Rolf Schmachtenberg
- seit 2018: Leonie Gebers
- seit 2022: Lilian Tschan
- seit 2025: Michael Schäfer

## Abteilungen
(Quelle: )
- Abteilung Z: Personal, Haushalt, Organisation, Informationstechnik
- Abteilung D: Denkfabrik Digitale Arbeitsgesellschaft
- Abteilung G: Grundsatzfragen des Sozialstaats, der Arbeitswelt und der Transformation der sozialen Marktwirtschaft
- Abteilung I: Qualifizierung, Aus- und Weiterbildung und Fachkräftesicherung
- Abteilung II: Arbeitsmarktpolitik, Arbeitslosenversicherung, Bürgergeld, Grundsicherung für Arbeitssuchende
- Abteilung III: Arbeitsrecht, Arbeitsschutz
- Abteilung IV: Sozialversicherung, Alterssicherung
- Abteilung V: Teilhabe, Belange von Menschen mit Behinderungen, Soziale Entschädigung, Sozialhilfe
- Abteilung VI: Europäische und Internationale Beschäftigungs- und Sozialpolitik, ESF, Digitale Transformation